# Běžná selhání
Běžná selhání (internationaler Titel: Ordinary Failures, dt.: „Gewöhnliche Fehler“) ist ein Spielfilm von Cristina Groșan aus dem Jahr 2022. Das Science-Fiction-Drama handelt von drei Frauen unterschiedlicher Generationen, die vor dem Hintergrund eines mysteriösen Naturphänomens ihren Platz im Leben suchen. Die Hauptrollen übernahmen Taťjana Medvecká, Beáta Kaňoková und Nora Klimešová.
Das europäische Koproduktion zwischen der Tschechischen Republik, Ungarn, Italien und der Slowakei wurde am 5. September 2022 im Rahmen der Internationalen Filmfestspiele von Venedig uraufgeführt.

## Handlung
In den Alltag dreier Frauen bricht ein mysteriöses Naturphänomen herein. Die frischverwitwete Hana wird unerwartet entlassen. Mutter Silvia wird von einer Krise heimgesucht. Die unangepasste Teenagerin Tereza beschließt, von zu Hause auszureißen. Während ihre Heimatstadt und ihre bisherigen Leben durch geheimnisvolle Explosionen im Chaos versinken und Panik unter den Einwohnern ausbricht, kämpfen die drei Frauen jeweils darum, ihren Platz in der Gesellschaft zu finden. Sie stellen sich der neuen Situation zu versuchen, ihre Leben wieder in Ordnung zu bringen.

## Veröffentlichung
Die Premiere von Běžná selhání erfolgte am 5. September 2022 beim Filmfestival von Venedig, wo Groșans Regiearbeit eine Einladung in die unabhängige Filmreihe Giornate degli Autori (Venice Days) erhielt.
Ein regulärer Kinostart in Tschechien und Ungarn ist ab 13. Oktober 2022 geplant.

## Auszeichnungen
Im Rahmen seiner Präsentation beim Filmfestival von Venedig wurde Běžná selhání für den Regiepreis der Sektion Giornate degli Autori (Venice Days) und für den Queer Lion nominiert. Der Film blieb jeweils unprämiert, jedoch erhielt das Werk in Venedig den von Venezia a Napoli. Il cinema esteso vergebenen Regiepreis für Filmemacherinnen unter 40 Jahren (gemeinsam mit Isabella Carbonell für Dogborn).